# Murias de Paredes
Murias de Paredes ist eine Gemeinde (Municipio)  mit 340 Einwohnern (Stand: 2024) im nordwestlichen Zentral-Spanien in der Provinz León in der Autonomen Gemeinschaft Kastilien-León. Die Gemeinde besteht neben dem namensgebenden Hauptort Murias de Paredes aus den Ortschaften Barrio de la Puente, Los Bayos, Fasgar, Lazado, Montrondo, Posada de Omaña, Rodicol, Sabugo, Senra, Torrecillo, Vegapujín, Villabandín, Villanueva de Omaña und Vivero.

## Geografie
Murias de Paredes liegt im nördlichen Teil der Provinz León und liegt an den Südhängen des Kantabrischen Gebirges am Río Omaña in einer Höhe von 1255 m. Die Stadt León liegt etwa 62 Kilometer südöstlich von Murias de Paredes. 

## Bevölkerungsentwicklung
| Jahr        | 1900 | 1970 | 1981 | 1991 | 2001 | 2011 | 2021 |
| ----------- | ---- | ---- | ---- | ---- | ---- | ---- | ---- |
| Einwohner   | 3407 | 1643 | 1057 | 895  | 583  | 482  | 365  |
| Quelle: INE |      |      |      |      |      |      |      |

## Sehenswürdigkeiten
- Johannes-der-Täufer-Kirche in Murias de Paredes
- Christuskapelle in Barrio de la Puente
- Herrenhaus der Grafen von Luna

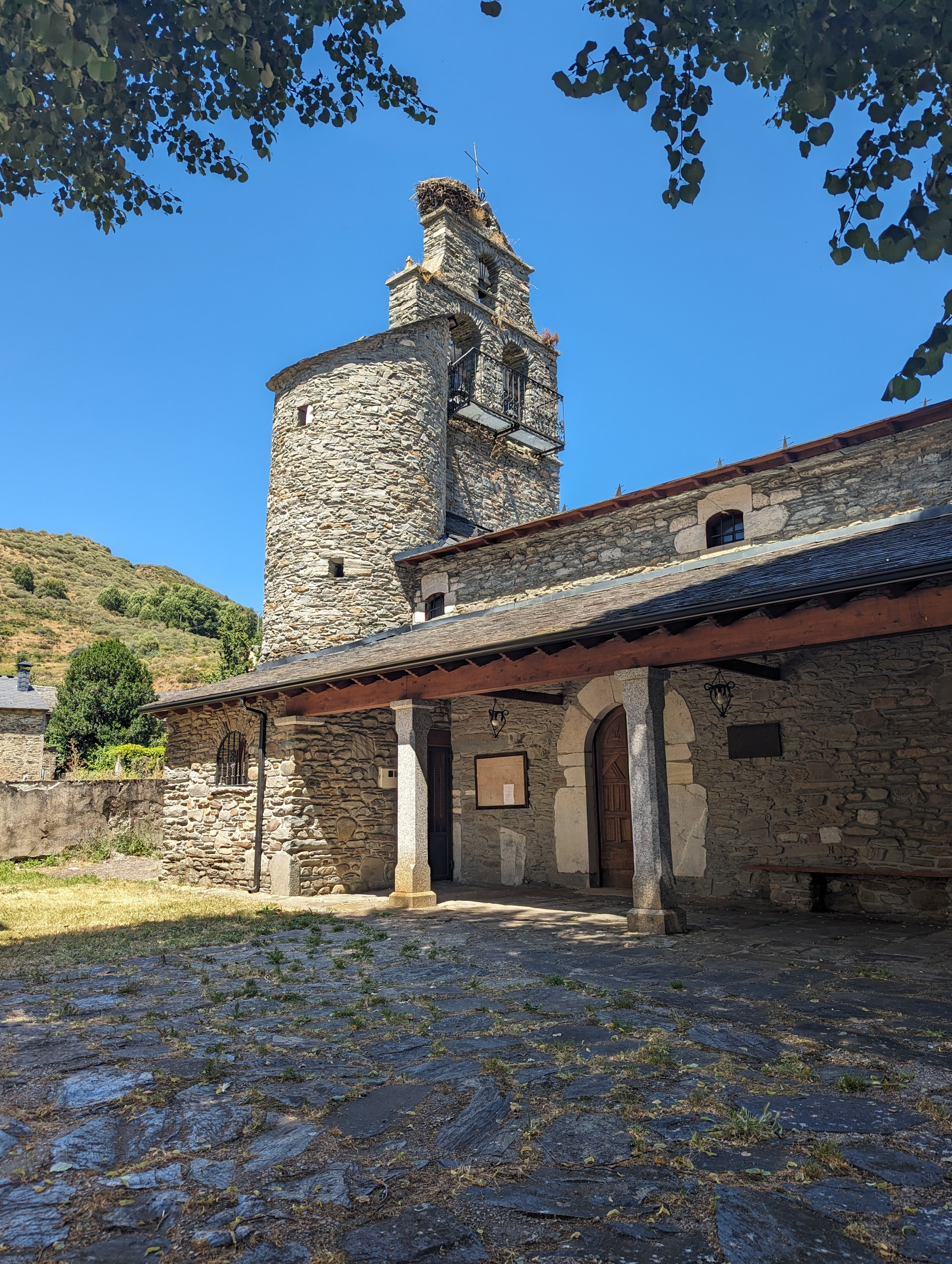
Johannes-der-Täufer-Kirche
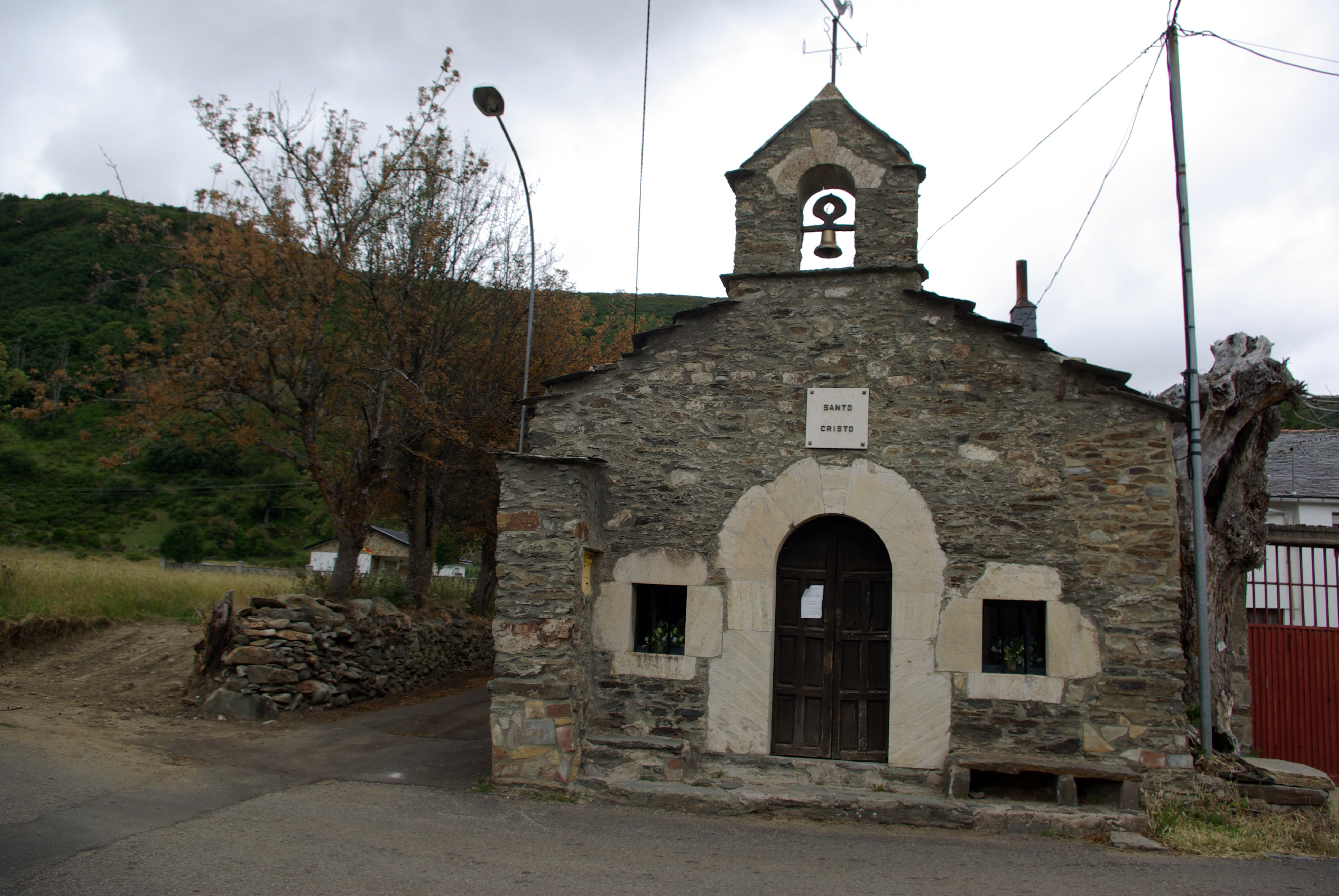
Christuskapelle
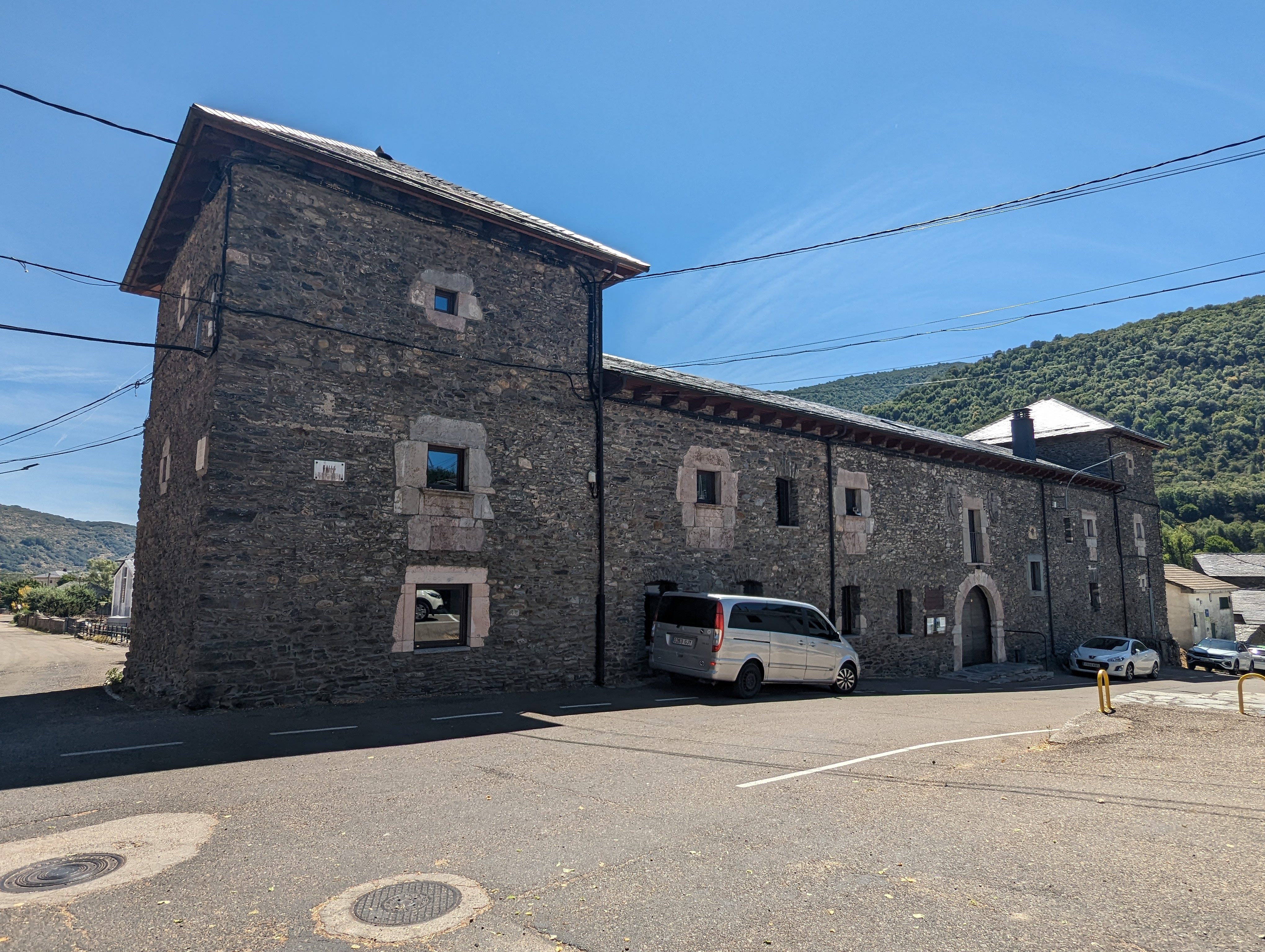
Herrenhaus der Grafen von Luna
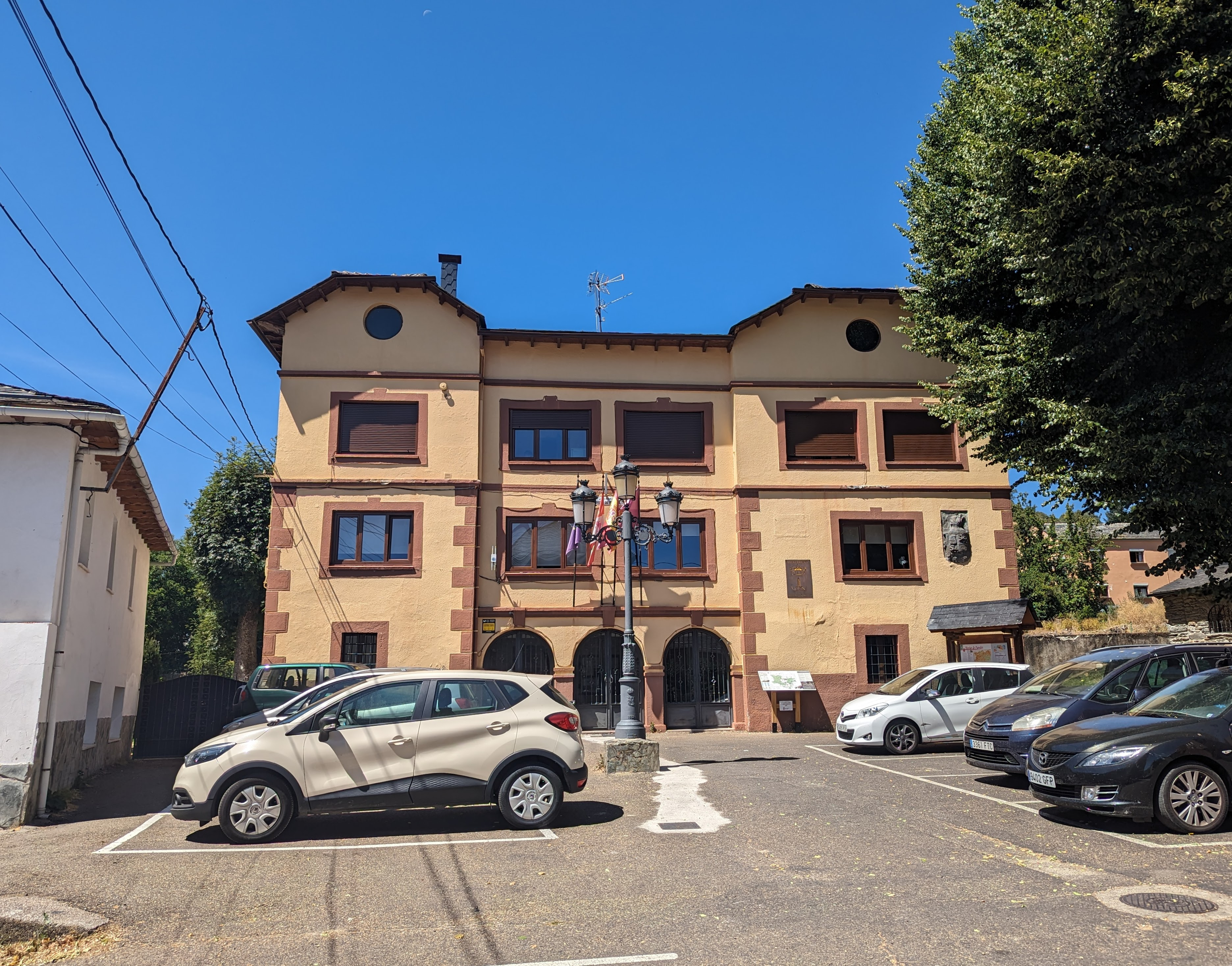
Rathaus